# Teléstico
Los versos telésticos (del gr. τέλος «lejos, final» y στίχος «verso») son, inversamente a los versos acrósticos, aquellos que  ocultan una palabra o frase formada con las letras finales de cada uno de ellos en el poema, leídas verticalmente.
Es un artificio propio de la poesía helenística y tardomedieval, junto con los acrósticos (en los que se leen las letras iniciales de cada verso) y mesósticos (las de la mitad). Se encuentran muchos ejemplos en los epigramas de la Antología Palatina y, en latín, en las poesías de Porfirio. En castellano son comunes en la poesía del manierismo y del barroco.
Se trata de una técnica de composición menos difundida que el acróstico a causa de su dificultad, pese a lo cual se registran intentos de combinación entre ambos como esta inscripción en hexámetros latinos que contiene simultáneamente un acróstico y un teléstico (en el Praedium Sammacis, África del Norte, siglo IV):
PRAESIDIVM  AETERNAE  FIRMAT  PRVDENTIA PACIS

REM QVOQVE ROMANAM FIDAT VT AT VNDIQVE DEXTRA

AMNI  PRAEPOSITVM   FIRMANS  MVNIMINE  MONTEM

E  CVIVS  NOMEN   VOCITAVIT   NOMINE   PETRAM

DENIQVE  FINITIMAE   GENTES   DEPONERE  BELLA

IN  TVA  CONCVRRVNT  CVPIENTES FOEDERA SAMMAC

VT VIRTVS  COMITATA  FIDEM  CONCORDET IN OMNI

MUNERE  ROMVLEIS   SEMPER  SOCIATA   TRIVMFIS
Incluso hay ejemplos que combinan acróstico, mesóstico y teléstico, como este en cinco hexámetros del poeta burlesco Teofilo Folengo.
NON NECAT ULLA MAGIS  NOS NEX, NON UNDA NECAT, NON

ET NECAT IGNE MODO, NECAT ET    IUPPITER     IMBRE

CUM NECOR  A LINGUA,  MOS CUI  NESCIRE LOQUI,  NEC

ATAMEN   OBTURAT   TOT  HYANTIA    DENTIBUS    ORA

TE  NECAT ORE,  NECAT  GESTU, NECE  TOTUS  ABUNDAT
El uso simultáneo de más procedimientos de este tipo puede incluso conducir a creaciones complejas como el Cuadrado sator donde las palabras se leen en varios sentidos, horizontales y verticales.